# Hoàng Hoa Thám
Pour les articles homonymes, voir Hoang.

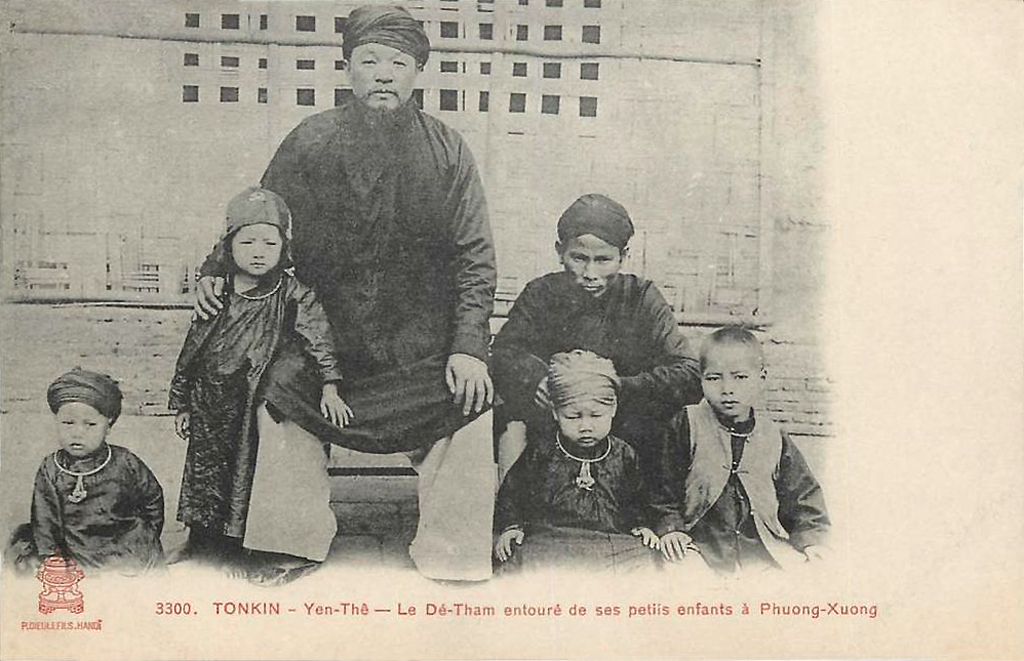
Le Đé-Thám et ses petits-enfants.

Hoàng Hoa Thám, de son vrai nom Giai Thiêm, né en 1858 et mort en 1913, plus connu sous le surnom du Đề Thám (traduisible par le Maréchal Thám), également surnommé « le tigre du Yên Thế », est un nationaliste vietnamien qui fut l'un des chefs de l'insurrection contre la colonisation française, dans les premières années de l'Indochine française.

## Biographie

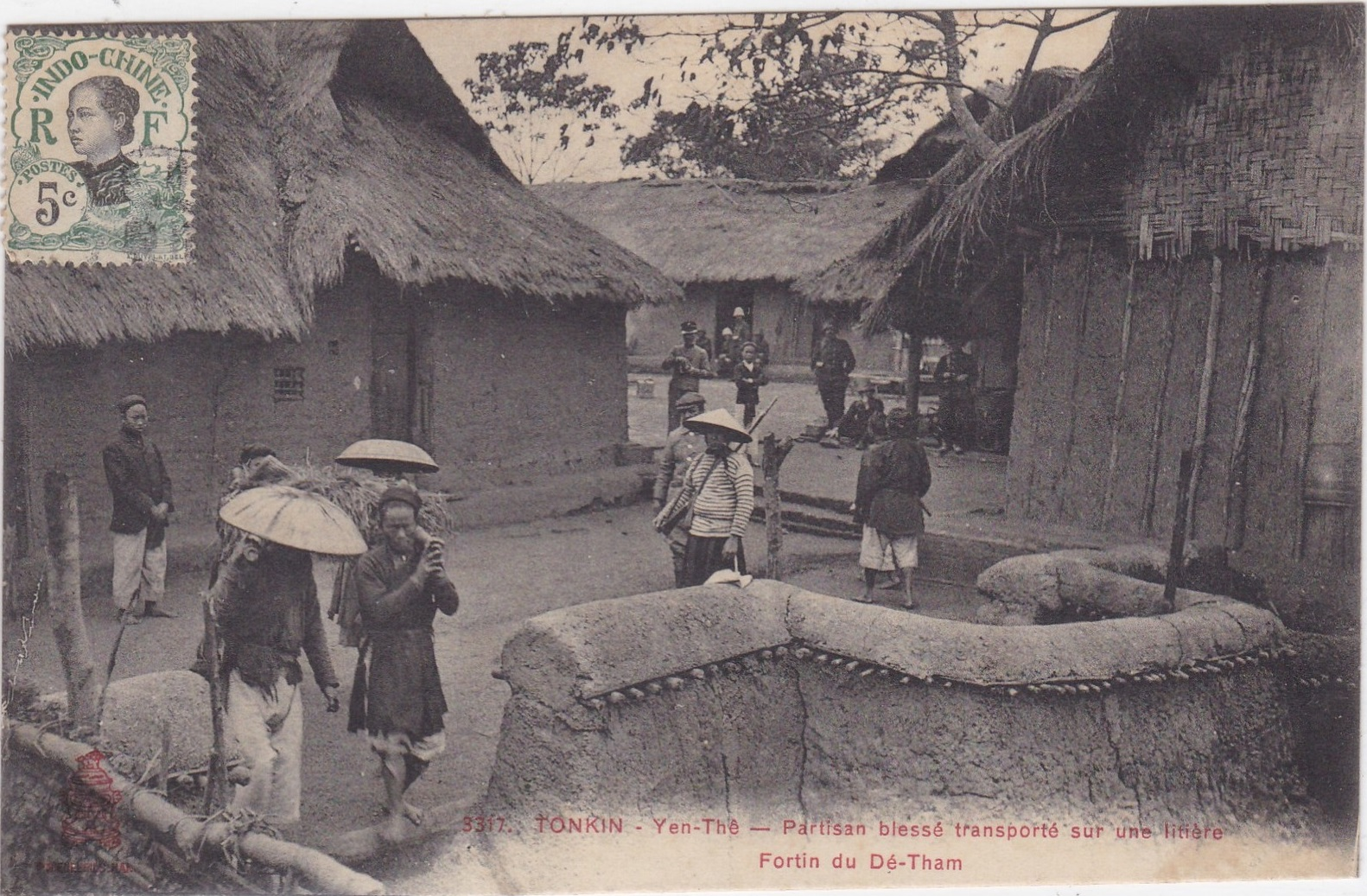
Le fortin en terre du Đé-Thám dans le haut Yên Thé au Tonkin.

Né dans une famille de paysans pauvres, originaire du Yên Thế, au nord-est de Hanoï, dans la Province de Bắc Giang, le jeune Giai Thiêm acquiert, à partir de 1884, une certaine renommée en tant qu’exécutant d’opérations ponctuelles, ordonnées par des chefs de bande locaux, contre les Français après la mise sous protectorat de l'Annam et du Tonkin. En raison de ses aptitudes au combat, il devient le lieutenant de divers chefs puis, en 1886, sous le nom de Hoàng Hoa Thám, le fils adoptif du plus célèbre d’entre eux, Caï Kinh. Son action se situe dans le cadre d’une rébellion spontanée, d’ampleur limitée, et purement paysanne, qui se heurte à la répression et à la terreur des autorités d’occupation.
À la suite de la prise du Palais impérial de Huê par les troupes françaises et la fuite de l'empereur Hàm Nghi, un édit ordonnant d'« Aider le Roi » – le Thiêu Cân Vuóng – est lancé le 13 juillet 1885, marquant le début d'un mouvement d'insurrection nationale, animé par la classe des Lettrés de l'Annam et coordonné par Nguyên Thiên Thuât et Nguyên Quang Bích. C'est désormais dans ce mouvement national du Cân Vuóng que va s'inscrire l'action du Dê Thám.
Hoàng Hoa Thám s'impose comme un des chefs de la guérilla. Son combat vise uniquement à chasser les occupants français de l'Empire d'Annam et à restaurer la souveraineté de celui-ci, sans rien changer ni à la nature du régime politique, ni aux structures sociales, ni aux valeurs traditionnelles. Il recrute ses hommes parmi les paysans dépossédés de leurs rizières par les colons, et les propriétaires fonciers vietnamiens. 

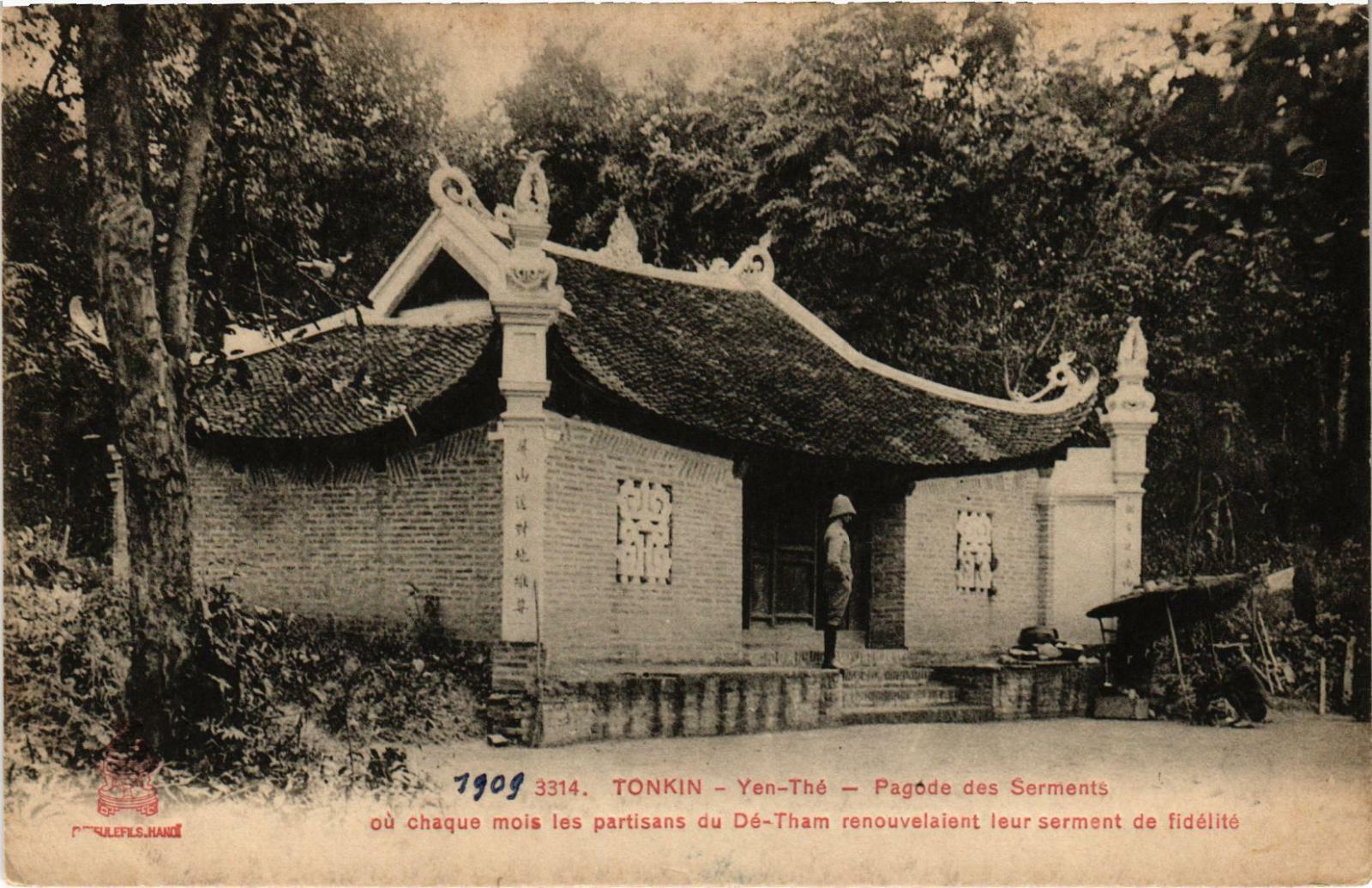
La Pagode des serments où, chaque mois, les partisans du Đé-Thám renouvelaient leur serment de fidélité.

Hoàng Hoa Thám mène la résistance au Nord, dans le protectorat du Tonkin, tandis que l'insurrection au Centre, dans le protectorat d'Annam, est conduite par le lettré Phan Đình Phùng. Sous les coups de boutoir des troupes du Protectorat, le Cân Vuóng s'affaiblit progressivement à partir de 1887. Malgré la nouvelle impulsion que son chef lui imprime en 1890, l'insurrection est défaite en Annam en 1895 en raison de la politique menée par le nouveau gouverneur général d'Indochine, Jean-Louis de Lanessan, « porteur d'un projet d'apaisement et de mise en valeur du Protectorat ».
Après la mort de Phan Đình Phùng en 1895, le Đề Thám devient le chef incontesté du mouvement de résistance national  vietnamien, qui continue au Nord. Par deux fois, il contraint les militaires français, dont les futurs maréchaux Lyautey et Galliéni, à traiter avec lui. Les Français acceptent finalement en 1897 de créer, dans le haut Yên Thé, région à la végétation inextricable et au relief tourmenté située à une cinquantaine de kilomètres au nord de Hanoï, une zone autonome de six cantons pouvant être occupés par Hoàng Hoa Thám et ses hommes, en échange du désarmement de ces derniers. Cependant, le Đề Thám ne désarme pas ses troupes et demeure, sur son territoire, à la tête d'environ 500 hommes prêts au combat.
En 1905, après avoir été en contact avec d'autres nationalistes comme Phan Bội Châu, Hoàng Hoa Thám reprend le combat. En 1908, après la déposition de l'empereur Thành Thái par les Français, il participe à la révolte de la garde indochinoise. Dans les années qui suivent, l'encerclement minutieux de la zone montagneuse permet progressivement à l'armée française de venir à bout des troupes du Đề Thám et d'obtenir leur reddition. Le Đề Thám finalement est assassiné en 1913 dans son sommeil par l'un de ses hommes, qui l'avait trahi en passant au service des Français. Sa mort met fin à la résistance armée contre la colonisation française au Tonkin. 
Paysan illettré, le Đề Thám se révéla dans l'action un stratège et tacticien de génie, qui sut mettre au point des techniques de combat et de camouflage qu'employèrent, quelques décennies plus tard, les combattants du Viêt Minh.
Présenté de son vivant comme un pirate par les autorités coloniales françaises, Hoàng Hoa Thám est aujourd'hui considéré comme un héros national au Viêt Nam. Une pagode lui est dédiée dans la capitale, où une avenue porte également son nom. À Cho Go, au cœur du haut Yên Thê, sur l'emplacement de son dernier fortin, est érigée une statue monumentale du personnage, et un temple (dên) lui est consacré.

## Vie privée et familiale
Hoàng Hoa Thám a été marié trois fois, au moins un fils (Hoang Van Vi) et une fille (Hoang Thi The) lui ont survécu. Sa fille, Hoang Thi The, gagna la France, où elle vécut une cinquantaine d'années, avant de terminer sa vie au Vietnam. Dans les années 1930, elle fut actrice dans trois films européens,,.